# Мокрушин, Василий Михайлович
Васи́лий Миха́йлович Мокру́шин (родился 14 января 1905 года в селе Горный Шумец в Нижегородской губернии (ныне Юринский район Марий Эл) — умер 17 января 1994 года в Москве) — советский политик, 1-й секретарь Кемеровского обкома ВКП(б) в 1951—1952 гг.

## Биография
Начал работать в районном комитете ВЛКСМ, с 1927 — в ВКП(б), в 1927—1930 гг. — слушатель рабочего факультета при Ленинградском институте электротехнической промышленности, в 1930—1931 гг. учился в Высшей Технической Школе им. Н. Баумана в Москве, в 1931—1934 годах служил в Красной Армии.
С мая 1934 — сотрудник Народного комиссариата тяжёлой промышленности СССР, в 1941 г. заочно окончил филиал Московского планового института, с декабря 1941 по май 1943 года — 2-й секретарь Ленинск-Кузнецкого городского комитета ВКП(б), с мая 1943 по сентябрь 1945 — 1-й секретарь Анжеро-Судженского городского комитета ВКП(б), с сентября 1945 по август 1948 г. — слушатель Высшей Партийной Школы при ЦК ВКП(б).
С августа 1948 по апрель 1950 года — инструктор отдела тяжёлой промышленности ЦК ВКП(б), в апреле-мае 1950 года — заместитель начальника, затем начальник сектора этого отдела.
С 24 марта 1951 по 21 августа 1952 — 1-й секретарь Кемеровского обкома ВКП(б), с сентября 1952 года по декабрь 1953 года — слушатель курсов секретарей при Академии общественных наук при ЦК ВКП(б)/КПСС.
С 21 декабря 1953 года по 1 июля 1955 года — начальник отдела планирования и статистики совета по делам Совета Министров РСФСР, с июля 1955 по май 1958 — старший референт по вопросам государственного планирования и статистики совета по делам Совета Министров Российской РСФСР.
С 30 мая 1958 года по 17 сентября 1970 года — заместитель управляющего делами Совета Министров РСФСР, затем в отставке.
Похоронен на Троекуровском кладбище.

## Награды
- Орден Трудового Красного Знамени (31 декабря 1943)
- Орден Знак Почёта (19 апреля 1967)
- Золотая медаль ВДНХ СССР (26 декабря 1968)